# Wenceslao E. Acevedo
Wenceslao E.Acevedo (Ciudad de Buenos Aires; 1862 - Ciudad de Buenos Aires; 5 de agosto de 1918) fue un médico argentino de fines del siglo XIX y comienzos del siglo XX que tuvo un destacado papel en el control de epidemias en el territorio argentino. 

## Biografía
Wenceslao E.Acevedo nació en la ciudad de Buenos Aires, República Argentina, en 1862.
Se doctoró en medicina en la Facultad de Medicina (Universidad de Buenos Aires) en 1886 con su tesis La Medicina y el Derecho Penal, Imputabilidad de los alienados, trabajo que sería publicado y citado como uno de los principales antecedentes en la materia.
Apenas recibido a fines de ese año fue destinado a la dirección del lazareto de La Plata con motivo de la emergencia por la epidemia de cólera de 1886.
En 1892 formó parte del Departamento de Higiene, creado pocos años antes por José María Ramos Mejia, y fue luego designado inspector sanitario de navíos en el Río de la Plata, que con la creciente inmigración era el principal punto de entrada para las recurrentes epidemias que azotaban el país.
A fines de ese año fue destinado como delegado sanitario de la nación a la provincia de La Rioja ante la expansión de la epidemia de viruela que afectaba Chile desde 1890.

En 1893 fue destinado a la isla Martín García donde hasta 1895 colaboró en la reorganización del lazareto.
En 1897 fue enviado a la provincia de Entre Ríos ante una nueva epidemia de tifus que amenazaba el territorio.
En 1900 fue nombrado Director de la División de Sanidad Marítima y Fluvial, cargo que desempeñó hasta su muerte, y se desempeñó interinamente al frente de la secretaría del Departamento Nacional de Higiene.
Como Director de la División de Sanidad Marítima y Fluvial participó en la Convención Sanitaria de Montevideo de 1914 y el 21 de abril de ese año fue uno de los firmantes de la Convención Sanitaria Internacional entre Argentina, Brasil, Paraguay y Uruguay.
Falleció en Buenos Aires el 5 de agosto de 1918.